# Gunda
Gunda ist ein Familienname und ein weiblicher Vorname, der eine alte deutsche Kurzform von mit -gunda oder -gunde endenden Namen, vor allem aber zu Gudrun darstellt. Diese sind abgeleitet vom althochdeutschen Wort gund, welches Kampf oder Eiter bedeutet. So gibt es die Gundelrebe, die als Heilpflanze für Eiterwunden dient. Gunda als Vorname bedeutet   so viel wie „die kleine Kämpferin“.

## Trivia
In den 1960er Jahren erreichte Gunda den Platz 160 der beliebtesten Vornamen für neugeborene Mädchen in Deutschland und in den 1950er Jahren Platz 122.

## Bekannte Namensträgerinnen
- Gunda Ebert (* 1969), deutsche Schauspielerin
- Gunda Gottschalk (* 1969), deutsche Violinistin im Bereich der improvisierten und zeitgenössischen Musik
- Gunda Niemann-Stirnemann (* 1966), deutsche Eisschnellläuferin
- Gunda Röstel (* 1962), deutsche Managerin
- Gunda Schihan (1921–2006), österreichische Keramikerin
- Gunda Schneider-Flume (1941–2024), deutsche evangelische Theologin
- Gunda Werner (1951–2000), deutsche Feministin und Namenspatronin des gleichnamigen Instituts der Heinrich-Böll-Stiftung